# Hugo Ruiz Domínguez
Hugo Ruiz Domínguez (nacido el 21 de septiembre de 1986) es un boxeador profesional mexicano. Ruiz ha sido excampeón súper gallo del CMB y campeón interino peso gallo de la AMB. 

## Carrera profesional
En septiembre de 2010, Ruiz venció al veterano Jesús Vázquez para ganar el WBC Continental Americas de peso súper mosca del campeonato, la pelea se llevó a cabo en la Arena Solidaridad, en Monterrey, Nuevo León, México . 

## Campeonato de la AMB de peso gallo (provisional)
El 22 de enero de 2011, Ruiz ganó una decisión redonda novena técnica sobre nicaragüense Álvaro Pérez para capturar el título de peso gallo de la AMB interino. La pelea se llevó a cabo en la Arena Neza 86.

## CMB pelea de peso súper gallo del título (provisional)
Ruiz perdió ante Julio César Ceja Pedraza para el interino del CMB peso súper gallo título.

## Récord profesional
| 39 Ganadas (33 KOs), 4 Derrotas y 0 Empates |        |                        |      |             |            |                                                                        | |
| Res.                                        | Record | Oponente               | Tipo | Rd., Tiempo | Datos      | Localidad                                                              | Notas                                                                                                   |
| D                                           | 39-5   | Gervonta Davis         | KO   | 1 (12)      | 09-02-2019 | Dignity Health Sports Park, Carson                                     | Por el título mundial superpluma de la AMB                                                              |
| G                                           | 39-4   | Alberto Guevara        | UD   | 10          | 19-01-2019 | MGM Grand, Las Vegas, Nevada                                           | |
| G                                           | 38-4   | Jesus Galicia          | KO   | 2 (10)      | 17-11-2018 | Gimnasio Miguel Hidalgo, Puebla                                        | |
| G                                           | 37-4   | Dennis Contreras       | UD   | 8           | 11-08-2018 | Arena Ciudad de México, Mexico City                                    | |
| D                                           | 36-4   | Hozumi Hasegawa        | RTD  | 9 (12)      | 16-09-2016 | Edion Arena Osaka, Osaka, Osaka                                        | CMB título mundial supergallo                                                                           |
| G                                           | 36-3   | Julio Ceja             | TKO  |             | 27-02-2016 | Honda Center, de Anaheim, California, EE.UU                            | CMB título mundial supergallo (supervisor: Michael George )                                             |
| D                                           | 35-3   | Julio Ceja             | TKO  |             | 29-08-2015 | Staples Center, de Los Ángeles, California, EE. UU.                    | Interino del CMB peso súper gallo del título Mundial (supervisor: Duane Ford )                          |
| G                                           | 35-2   | Carlos Medellín        | TKO  |             | 22-11-2014 | Plaza de los Mártires, Toluca, México, México                          | |
| G                                           | 34-2   | Ramón Maas             | TKO  |             | 22-03-2014 | Polideportivo Centenario, Los Mochis, Sinaloa, México                  | |
| G                                           | 33-2   | Julio César Miranda    | TKO  |             | 07-09-2013 | Casino, Apodaca, Nuevo León, México                                    | Vacante título de peso gallo del CMB Continental de las Américas                                        |
| G                                           | 32-2   | Giovanni Caro          | TKO  |             | 01-06-2013 | Centro Cívico de Ecatepec, Ecatepec, México, México                    | |
| D                                           | 31-2   | Koki Kameda            | TKO  |             | 04-12-2012 | Bodymaker Coliseo, Osaka, Osaka, Japón                                 | Título de peso gallo de la AMB Mundial (supervisor de: Alan Kim )                                       |
| G                                           | 31-1   | Jean Sampson           | KO   |             | 07-07-2012 | Estadio de Béisbol Arturo C. Nahl, La Paz, Baja California Sur, México | Título interino de peso gallo de la AMB Mundial (supervisor: Miguel Prado )                             |
| G                                           | 30-1   | Yonfrez Parejo         | TKO  |             | 31-03-2012 | Gimnasio Auditorio, Los Cabos, Baja California Sur, México             | Título interino de peso gallo de la AMB Mundial (supervisor: Miguel Prado )                             |
| G                                           | 29-1   | Francisco Arce         | TKO  |             | 15-10-2011 | Estadio Centenario, Los Mochis, Sinaloa, México                        | Título interino de peso gallo de la AMB Mundial (supervisor: Individuo Jutras )                         |
| G                                           | 28-1   | Francisco Arce         | UD   |             | 14-05-2011 | Polideportivo Centenario, Los Mochis, Sinaloa, México                  | Título interino de peso gallo de la AMB Mundial (supervisor: José Emilio Graglia )                      |
| G                                           | 27-1   | Álvaro Pérez           | TD   |             | 22-01-2011 | Arena Neza, Ciudad Nezahualcóyotl, México, México                      | Título interino de peso gallo de la AMB Mundial (supervisor: Individuo Jutras )                         |
| G                                           | 26-1   | Jesús Vázquez          | UD   |             | 04-09-2010 | Arena Solidaridad, Monterrey, Nuevo León, México                       | WBC Continental Americas título súper mosca                                                             |
| G                                           | 25-1   | Cesar Ricardo Martínez | TKO  |             | 19-06-2010 | Mesón de los Deportes, Tepic, Nayarit, México                          | |
| G                                           | 24-1   | German Meraz           | TKO  |             | 03-04-2010 | Coliseo Olímpico de la UG, Guadalajara, Jalisco, México                | Vacante WBC Continental Americas título súper mosca Vacante de la OMB Latino súper título de peso mosca |